# Sarcófago Ludovisi

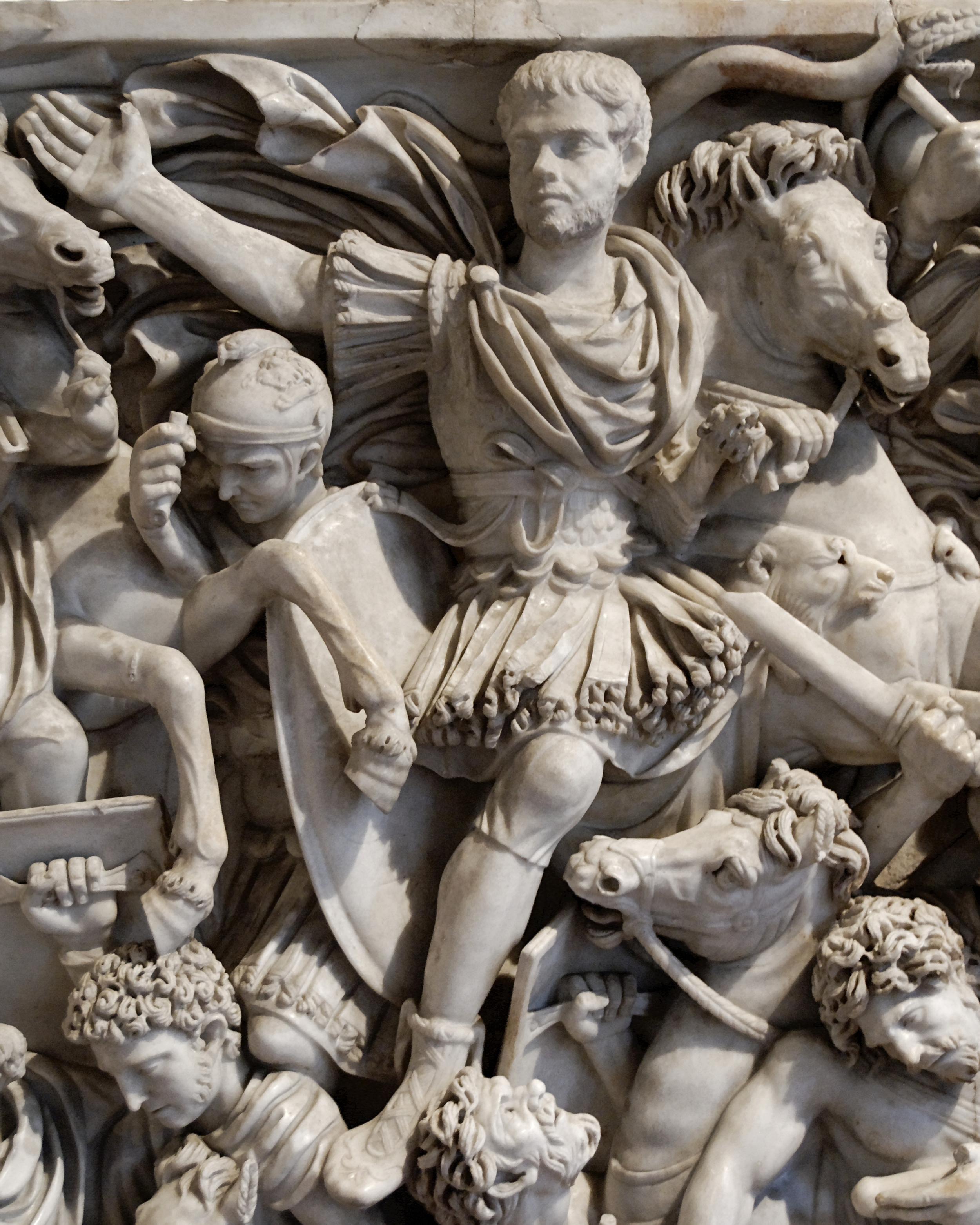
El personaje central.

Sarcófago Ludovisi o Grande Ludovisi son denominaciones museísticas e historiográficas del sarcófago romano del siglo III, tallado en mármol proconnesio, que representa una batalla entre bárbaros y romanos. Fue descubierto en 1621 al exterior de la puerta de San Lorenzo de Roma, la antigua Porta Tiburtina, y adquirido por el cardenal Ludovico Ludovisi, sobrino del papa Gregorio XV. En 1901 se incorporó al Museo Nacional de las Termas y actualmente forma parte de la Collezione Boncompagni Ludovisi conservada en el Palazzo Altemps de Roma; mientras que la tapa del sarcófago se conserva en el Museo Central Romano-Germánico de Maguncia.

## Características
Pertenece a la categoría de sarcófagos romanos "de batalla", más concretamente al grupo de "combates masivos", donde se representa una masa de combatientes en una única escena dinámica, caracterizada por la confusión y el horror vacui. Fueron habituales en la época de Marco Aurelio.
A diferencia de otros sarcófagos, el Grande Ludovisi se distingue por la posible identificación con un personaje histórico real de la figura central (un joven a caballo, con la cabeza descubierta y los mechones de pelo en virgule, que emerge de un caos de enemigos vencidos). El estilo es el característico del renacimiento de Galieno (siglo III), pero no parece ser el propio emperador Galieno, sino alguno de los hijos de Decio, ambos también emperadores: Hostiliano (que en una moneda aparece, como en este sarcófago, con el símbolo mitraísta denominado sphragis) o su hermano Herenio Etrusco.
En la escena se diferencia a los combatientes por sus características: los romanos, afeitados o con barbas cuidadas y cabellos cortos, llevan casco, coraza o túnica de malla, espada corta y manto militar; sus rostros se muestran enérgicos e impasibles. Los bárbaros, barbudos y con cabellos largos, visten pantalones, algunos túnicas y otros llevan el torso desnudo; muestran todo tipo de muecas de dolor, sufrimiento y angustia, su derrota parece inminente. La composición sugiere que los romanos, que parecen surgir del fondo del relieve, están culminando un movimiento envolvente sobre los bárbaros, en el que se cierran los flancos tras haber atacado el centro de sus líneas.